# 黄用诹
黄用诹（1913年6月2日—2004年），男，广东广州人，中国数学家，曾任香港大學工程學院院長，香港大学副校长，香港數學會榮譽會長。